# Лили Маврокефалу
Агла̀я (Лилѝ) Калу̀ца-Маврокефа̀лу (на гръцки: Αγλαΐα, Λιλή Καλούτσα-Μαυροκεφάλου) е гръцка писателка, романистка.

## Биография
Родена е в 1942 година в македонския град Солун, тогава под германска окупация по време на Втората световна война. Майка ѝ е малоазийска гъркиня, а баща ѝ е от Аграфа. Израства в Негуш (Науса). В 1961 година се установява в Атина. Завършва английска филология и история-археология във Философския факултет на Атинския университет. Работи десет години като учителка в средното образование и след това в Гръцката туристическа организация в отдела за връзки с обществеността. От 2014 година живее в Егина.
В 1977 година издава първата си творба – романа „Агис“, който печели наградата на Дружеството на гръцките писатели. В романите си Маврокефалу се стреми да постига хармонично съжителство между мит и история, съживява внимателно герои от гръцката история, като отражение на различни аспекти на съвременното общество. В 1997 година печели наградата на детското списание „Диавазо“. В 2012 година е наградена е от Всегръцката организация на жените от Мани за биографията на пирата маниот Геракарис Лимберакис. Награждавана е и от Женското литературно сдружение.
Членува в Дружеството на гръцките писатели и в Гръцкия клуб на книгата.